# Земетресение в Киликия (1268)
Земетресението в Киликия става през 1268 година.
То е сред най-смъртоносните и разрушителни земетресения в историята, загиват над 60 000 души. Земетресението става на територията на тогавашното Арменско царство Киликия, простирало се върху историческата област Киликия на югоизточното крайбрежие на Мала Азия.